# Cervus
Cervus: é um gênero de cervídeos originalmente nativo da Eurásia, embora uma espécie ocorre no norte da África e outro na América do Norte. Além das espécies presentemente incluídas no gênero, já foram incluídas outras espécies atualmente classificadas em outros gêneros, mas algumas dessas espécies podem retornar ao gênero Cervus. A taxonomia das espécies do gênero ainda não está definida.

## Taxonomia

### Gênero
Até a década de 1970, Cervus incluía membros do gênero Axis, Dama, Elaphurus and Hyelaphus, e até a década de 1980, incluía os gêneros Przewalskium, Rucervus e Rusa. Com exceção de Axis axis, Rucervus duvaucelii, R. schomburgki, e os membros do gênero Dama, evidências genéticas sugerem que as outras espécies devam ser incluídas em Cervus.

### Espécies
Na terceira edição do Mammal Species of the World de 2005, somente C. elaphus e C. nippon foram reconhecidos como espécies do gênero Cervus. Evidências genéticas e morfológicas sugerem que mais espécies deveriam ser reconhecidas.

#### GrupoCervus elaphus
Neste complexe específico, alguns autores recomendam que o uapiti (C. canadensis) e Cervus wallichii sejam tratados como espécies separadas. Se tal táxon for considerado uma espécie separada, ela também incluiria Cervus elaphus yarkandenis e Cervus elaphus bactrianus e possivelmente Cervus canadensis hanglu.
Outros membros desse complexo que podem ser considerados espécies diferentes são C. corsicanus, C. wallichii e C. xanthopygus. Sendo assim, C. corsicanus incluiria a subespécie C. c. barbarus (talvez sinônimo de corsicanus), e é restrita ao Magrebe no norte da África, Córsega e Sardenha. C. wallichii provavelmente incluiria a subespécie C. w. kansuensis e C. w. macneilli (ambos possivelmente sinônimos de C. w. wallichii), e seria encontrado do Tibet ao centro da China. C. xanthopygus provavelmente incluiria a subespécie C. x. alashanicus (talvez sinônimo de C. x. xanthopygus), e seria encontrado doExtremo Oriente Russo até o nordeste da China. Sendo assim, C. elaphus seria restrito à Europa, Anatólia, Cáucaso e noroeste do Irã, e o uapiti (C. canadensis) à América do Norte e nas regiões asiáticas de Tian Shan, Montanhas Altai e Grande Khingan. Alternativamente, o complexo barbarus são subespécies de C. elaphus, enquanto que C. wallichii e C. xanthopygus são subespécies de C. canadensis.

#### GrupoCervus nippon
Cervus nippon seria separado em quatro espécies baseando-se na genética, morfologia e vocalização, embora isso possa ser considerado equivocado. Se dividido, as potenciais espécies seriam C. yesoensis do norte e Japão central(Hokkaido, Honshu), C. nippon do sul do Japão (sul de Honshu, Shikoku, Kyushu, Okinawa, Tsushima e outras pequenas ilhas), C. hortulorum do continente asiático (Extremo Oriente Russo, Coreia, leste e centro da China, e norte do Vietnã), e C. taiouanus de Taiwan.